# マリア・アマーリア・フォン・ヴュルテンベルク
マリア・アマーリア・フォン・ヴュルテンベルク（Maria Amalia von Württemberg、1897年8月15日 - 1923年8月13日）は、ヴュルテンベルク王国の王族。ヴュルテンベルク公アルブレヒト・フォン・ヴュルテンベルクとマルガレーテ・ゾフィー・フォン・エスターライヒの長女。ザクセン王太子ゲオルクの元婚約者。

## 略歴と婚約破棄
1897年8月15日、オーストリアのグムンデンで生まれる。
1918年春、ザクセン王太子ゲオルクとの婚約が発表された。しかし同年11月13日にゲオルクの父王フリードリヒ・アウグスト3世が退位し、ザクセンの王制が倒れるとゲオルクは聖職者になろうと考えるようになり、この婚約は破棄された。
マリア・アマーリアは、誕生日を2日前に控えた1923年8月13日にブルクハウゼンで25歳で早世。　　　

## 兄弟姉妹
- フィリップ・アルブレヒト（1893年 - 1975年） - ヴュルテンベルク王家家長
- アルブレヒト・オイゲン（1895年 - 1954年） - ブルガリア王女ナデジダと結婚
- カール・アレクサンダー（1896年3月12日 - 1964年12月27日） - 修道士
- マリア・テレーザ（1898年8月16日 - 1928年3月26日）
- マリア・エリーザベト（1899年9月12日 - 1900年4月15日）  - 夭折
- マルガリータ・マリア（1902年1月4日 - 1945年4月22日）

## 写真について
彼女の写真については、母との写真が2枚ほど、成長後に長妹マリア・テレーザと末妹（実質的には次妹）マルガリータ・マリアと3人で移っているポストカードが１枚ほど、そして写真が２枚ほど存在が確認されている。